# Lyces andosa
Lyces andosa là một loài bướm đêm thuộc họ Notodontidae. Nó được tìm thấy ở Thái Bình Dương slope of tây bắc Colombia.